# Pieve di Santa Maria in Acquedotto
La pieve di Santa Maria in Acquedotto è un'antica pieve che sorge nelle campagne di Forlì sulla via che conduce a Ravenna.
Si trova a circa 4 km dal centro cittadino, nelle vicinanze del casello autostradale e sorge sul luogo dove, secondo la tradizione, passava l'acquedotto di Traiano, da cui il nome della pieve e della frazione, Pieve Acquedotto sebbene, secondo altre tesi, in questo luogo sarebbe da identificare l'antico corso del fiume Ronco.
La chiesa attuale è stata edificata nel XIII secolo sui resti di una più antica chiesa bizantina. L'aspetto attuale della pieve riprende i motivi dello stile romanico lombardo ricordando, in alcune parti, l'abbazia di San Mercuriale nel centro della città. L'aspetto della chiesa esternamente è alleggerito da 6 lesene mentre, lungo tutto il perimetro della chiesa si trovano piccoli archetti pensili che decorano ed slanciano la struttura della chiesetta. Al centro della facciata si trova una bifora la cui colonna poggia su un capitello invertito, probabilmente derivante dalla chiesa precedente.

## Struttura

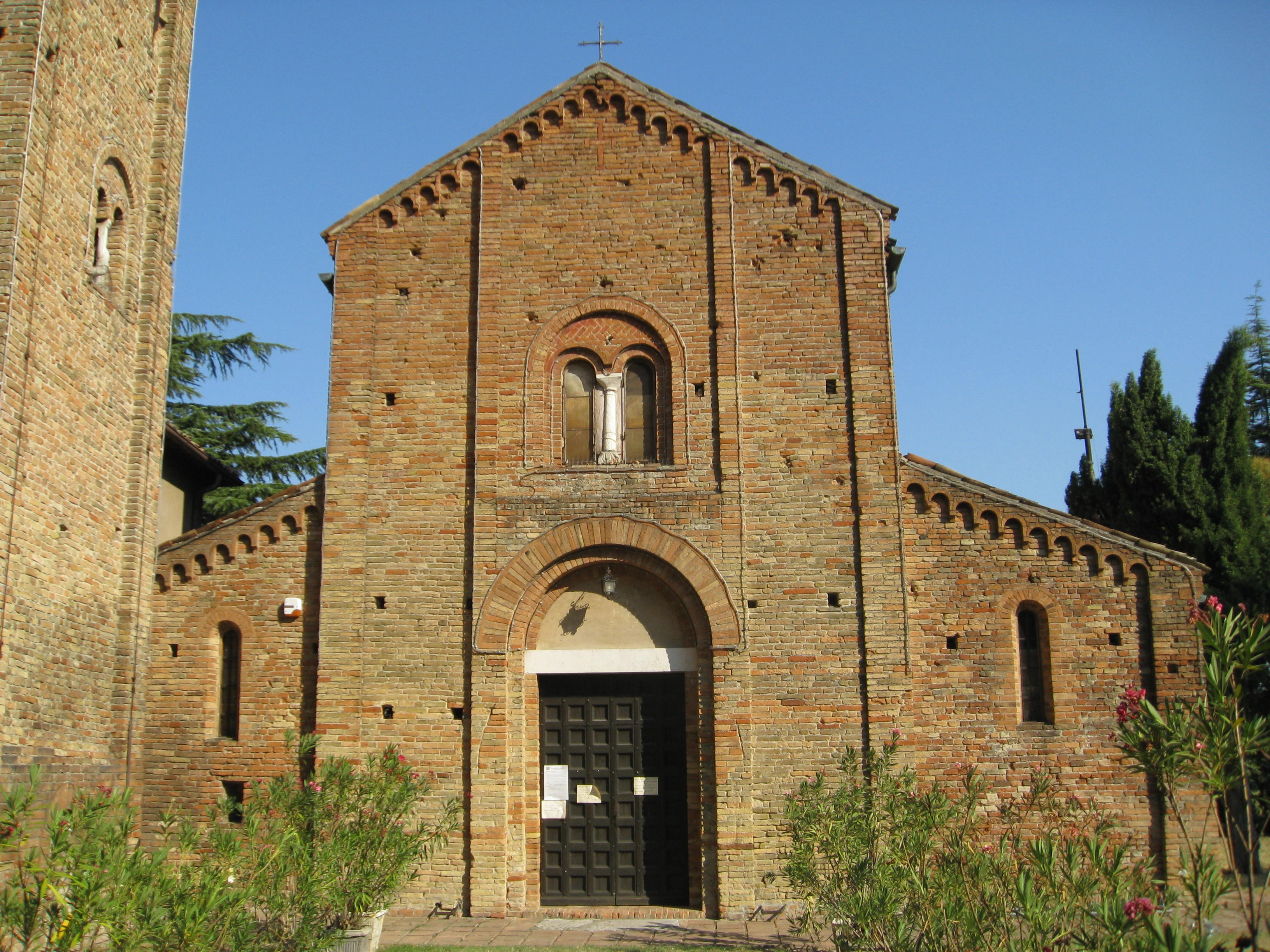
Facciata della pieve

In generale la struttura della pieve è riconducibile allo stile romanico lombardo sebbene, osservando nell'insieme la struttura dell'edificio, si possano scorgere vari elementi non sempre coerenti tra loro. Ciò è il risultato di numerosi interventi svolti nel corso dei secoli e culminati con l'interpretazione novecentesca di alcuni particolari, come l'apertura di piccole finestre laterali che, presenti sui muri della navata centrale, non esistevano nella chiesa antica.

### L'esterno
La facciata presenta un grande portale con lunetta cieca sormontato da una bifora e due lesene che indicano la divisione fra le navate laterali. Le due finestrelle romaniche sono state aggiunte tra Ottocento e Novecento e in generale tutta la facciata risulta rimaneggiata, nel tentativo di conferire all'edificio una qualche parvenza medievale. La facciata stessa comunque presenta numerose tracce di epoca sicuramente romanica e quindi risalenti al tempo dell'edificazione della chiesa.
Sempre originali sono, nei fianchi meridionale e settentrionale della navata centrale, alcune mensolette romaniche con sembianze umane. Tali figure compaiono anche nel cornicione dell'abside. Tutto il cornicione presenta una fascia continua in cotto con elementi romboidali accostati per gli angoli secondo uno schema detto a diamante.
La parte posteriore della pieve mostra un'abside, che corrisponde alla navata centrale, di forma semicircolare; accanto a questa abside centrale, sono presenti altre due piccole absidi che, di dimensione minore rispetto a quella centrale,  corrispondono alle due navate laterali. La struttura dell'edificio si presenta, in complesso, alquanto inclinata. La navata centrale è leggermente svasata e si apre maggiormente verso la propria abside. Di conseguenza le restanti due navate laterali si allineano alle rispettive pareti divisionali, sostenute ciascuna da quattro pilastri a forma di T. Da alcune rilevazioni metriche effettuate, risulta che l'abside a destra è leggermente più grande di quella laterale sinistra.

### L'interno
L'interno della pieve è semplice e sostanzialmente spoglio. La chiesa, a seguito dei diversi lavori di manutenzione e rifacimento, ha perso le primigenie opere che ricoprivano le pareti dell'edificio. Le pareti delle navate sono semplicemente intonacate e, in alcuni punti, l'intonaco, dopo essersi distaccato, lascia scoperta la muratura in laterizio. È comunque reperibile la presenza di alcune tracce di affreschi: notevolmente usurata dal tempo è la Madonna dall'aureola, con un'aureola incisa, che è presente nella contro facciata a sinistra dell'ingresso ed è databile al XIV secolo. In altri punti dell'edificio si possono rintracciare anche le figure di una Sant'Agata e di un San Giovanni Evangelista, opere di un pittore locale della fine del XVI secolo.
Interessante è un bassorilievo quattrocentesco in stucco policromo che, conservato entro una teca di metallo e vetro, raffigura la Madonna col Bambino, probabile replica di un marmo di Antonio Rosellino.
Nella parete della navata, a destra dell'entrata, sono conservati alcuni reperti di varia origine (in particolare romani): tra questi il pilastrino frammentario di recinzione in pietra grigia, lungo circa 90 centimetri, che reca un motivo decorativo e un'antica colonna romana, ora conservata fuori dalla chiesa, sul sagrato.

## Storia

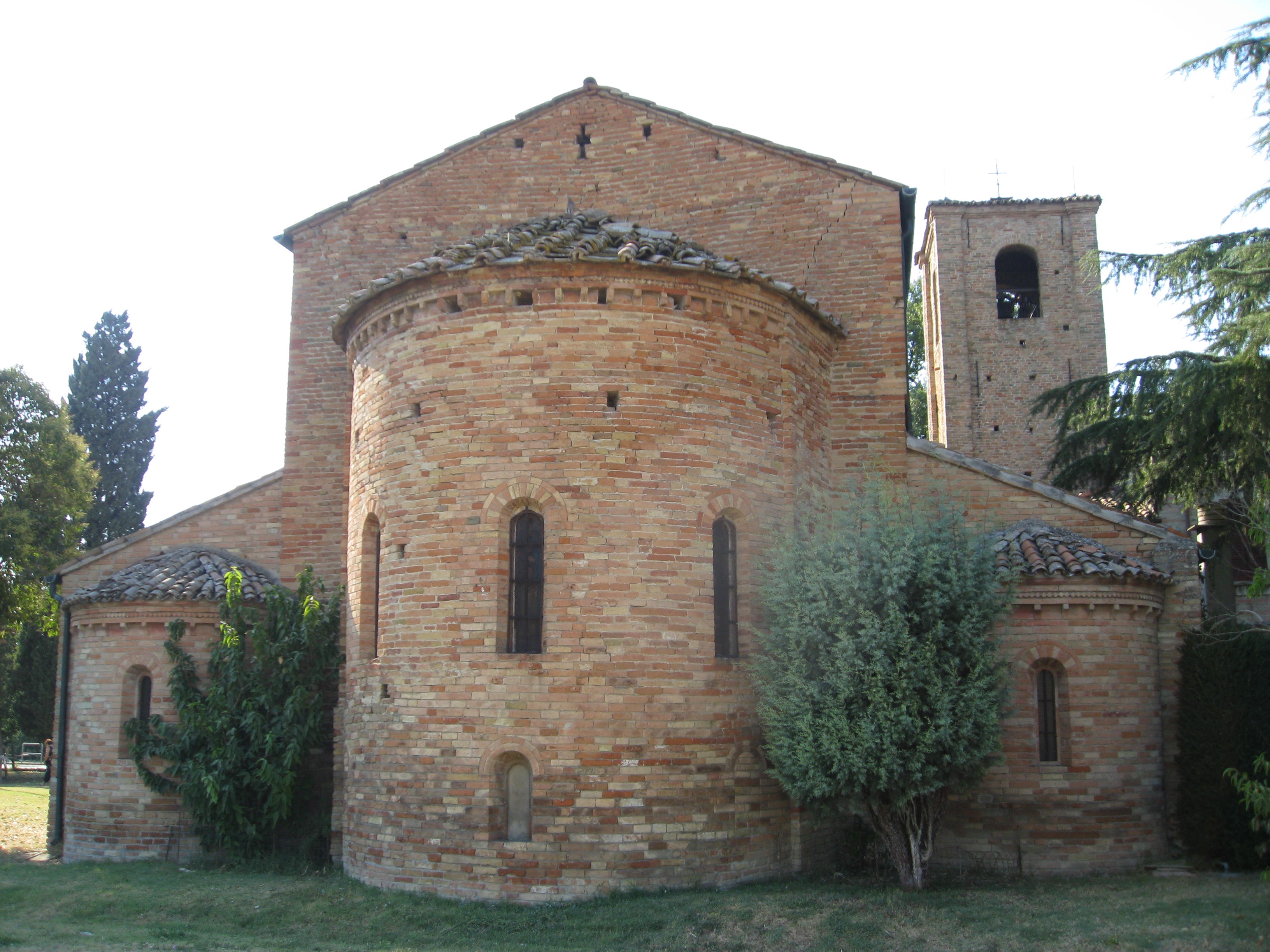
L'Abside della Pieve

Pochi sono i documenti pervenutici che attestano la storia antica di questo edificio di culto. Le prime attestazioni che parlano della pieve riportano la data del 963. Nella seconda metà del Trecento si ha notizia dell'esistenza nei suoi pressi di un villaggio rurale non fortificato, Villa Plebis Acqueductus.
Le vicende della pieve sono intimamente connesse con la sua vicinanza alle acque del fiume Ronco e a quelle del demolito acquedotto. Posta a circa venti metri sul livello del mare, in piena pianura e ben al di fuori dalle conoidi di deiezione che hanno invece protetto meglio dalle piene dei fiumi il centro di Forlì, la pieve ha dovuto subire l'innalzamento del piano di calpestio della campagna circostante, con conseguente progressivo interramento. Il primitivo piano di calpestio è evidenziabile 2,80 metri più in basso. All'epoca della costruzione della prima pieve, databile alla seconda metà del VI secolo, la chiesa doveva già presentare quelle che sono le tre navate che attualmente sono visibili. Osservando le colonne a T delle navate si possono scorgere i pochi indizi rimasti del lavoro di sopraelevazione, che deve essere stato operato nel corso di vari secoli e in varie fasi. Il primo tratto che spicca dall'attuale pavimento è stato privato dell'intonaco, in modo da mostrare gli abbozzi di arco che molti secoli addietro sostenevano le murature divisionali delle navate. Se ci si immagina di chiudere quegli archi e contemporaneamente si osserva la parte interna della facciata che reca il segno del vertice ove si chiudevano i due spioventi del tetto, ci si rende conto delle originarie dimensioni in verticale dell'edificio, che era più basso dell'attuale. Osservando l'insieme della pieve dall'esterno, si notano molte tracce degli interventi praticati alla muratura nel corso dei secoli: i mattoni cambiano colore e formano chiazze, strati sovrapposti che indicano sopraelevazioni e rifacimenti. In alcuni casi sono stati adoperati i mattoni recuperati dal vicino, demolito, acquedotto romano.
Dagli studi effettuati sul laterizio e dagli indizi archeologici, si ritiene che la pieve abbia subito almeno tre fasi romaniche. Durante una di queste, il pavimento sarebbe stato sopraelevato una prima volta per far fronte all'interramento in corso. Secondo gli studiosi, la fase romanica si è avuta attorno al Mille. La seconda, probabilmente attorno ai primi decenni del XII secolo, ha comportato la riedificazione del campanile, l'aggiunta della cripta (della quale oggi restano soltanto le chiuse finestre nell'abside) e vari interventi, sia alla facciata, sia alle restanti murature. La terza fase romanica potrebbe essere datata attorno alla metà o ai tre quarti del XII secolo.
Documenti del 1573 ci fanno conoscere le precarie condizioni del pavimento, non più agibile per la presenza costante di infiltrazioni di acqua che hanno sicuramente già allagato la cripta. La decisione di sopraelevare il pavimento con un piano di assi in legno non piace al vescovo per la rumorosità provocata dalle tavole quando vengono calpestate. Per questo motivo intorno a quell'anno si cominciano grandi lavori che portano alla sopraelevazione del pavimento, realizzato in sasso. Di conseguenza si rialza il tetto delle due piccole navate laterali, chiudendo le finestrelle romaniche presenti sui muri laterali della navata centrale, muri sui quali si ritagliano, più in alto, gli archi che poggiano sulle colonne a T, anch'esse modificate nella sezione a colpi di scalpello per adeguarle alle misure dei moduli costruttivi adottati nel Cinquecento. Con questa operazione gli affreschi che decoravano le navate e l'abside vengono distrutti, mentre altri, successivi ai lavori del 1573, vengono ricoperti in epoche successive, specie durante i pesanti restauri tra Ottocento e Novecento. Oggi se ne possono osservare i resti in molti punti delle murature.
Nel settecento, a causa di forti scosse di terremoto che hanno gravemente colpito l'inetera città di Forlì, la pieve è stata fortemente lesionata e parte della navata destra è crollata per essere però subito ricostruita.
L'avvento della seconda guerra mondiale, che ha pesantemente colpito la città ha invece risparmiato la piccola chiesa che ha subito pochi danni alle strutture del tetto. Pochi sono i danni causati dal passaggio della linea gotica: il campanile della pieve, al contrario della torre civica e del campanile del duomo, è stato risparmiato. Unica traccia ancora visibile dei pochi danni di allora sono alcuni fori provocati da sventagliate di mitragliatrice d'aereo che sono rimasti come cicatrici sulla facciata della canonica, ubicata a sinistra della pieve. Durante gli anni della guerra sulla cima della torre campanaria era stata posta la bandiera della croce rossa e nella canonica erano stati ricoverati alcuni preziosi quadri dei musei forlivesi, in attesa di tempi migliori.

## Il campanile

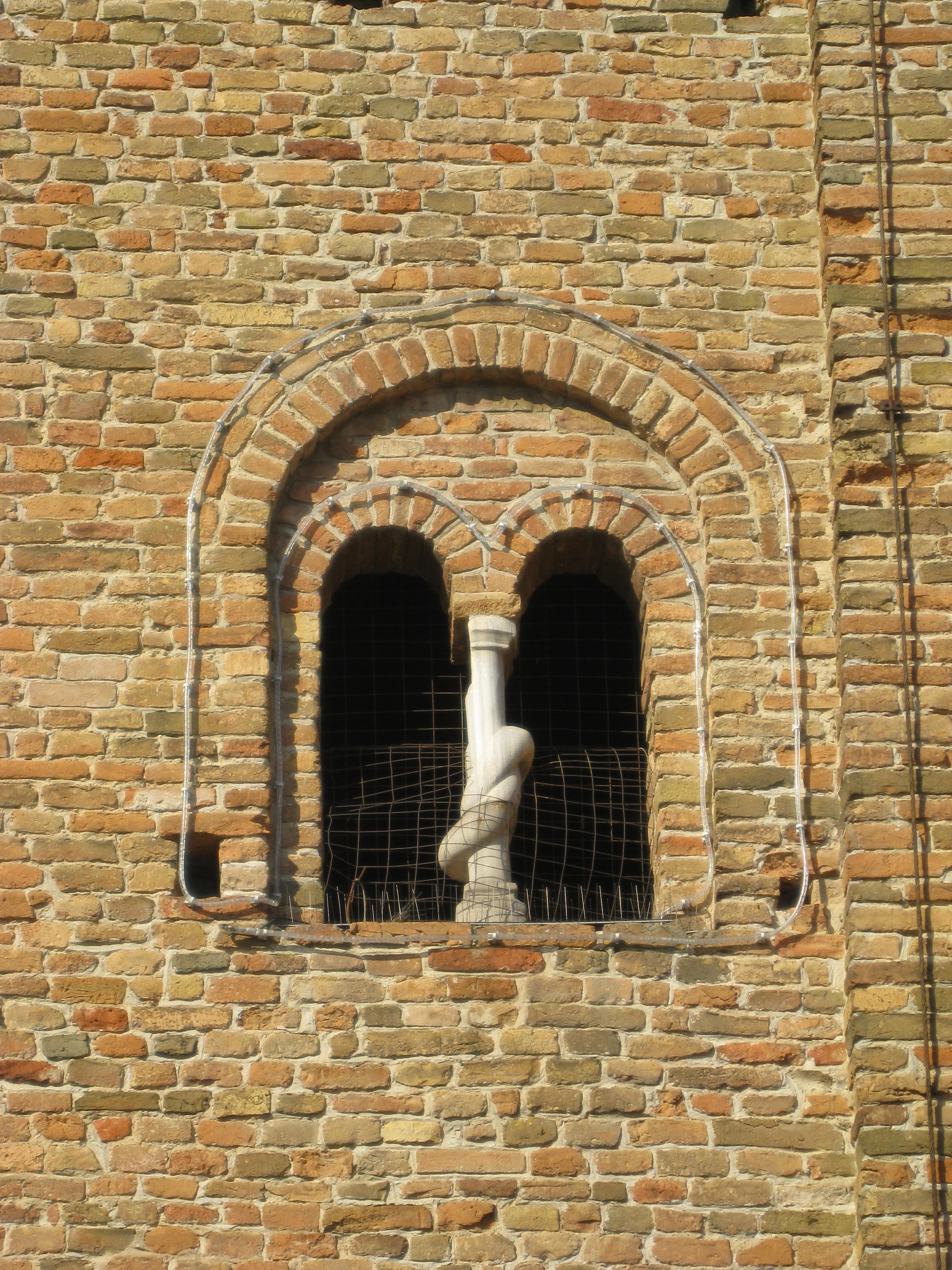
Bifora del campanile: colonna che si avvolge attorno all'altra

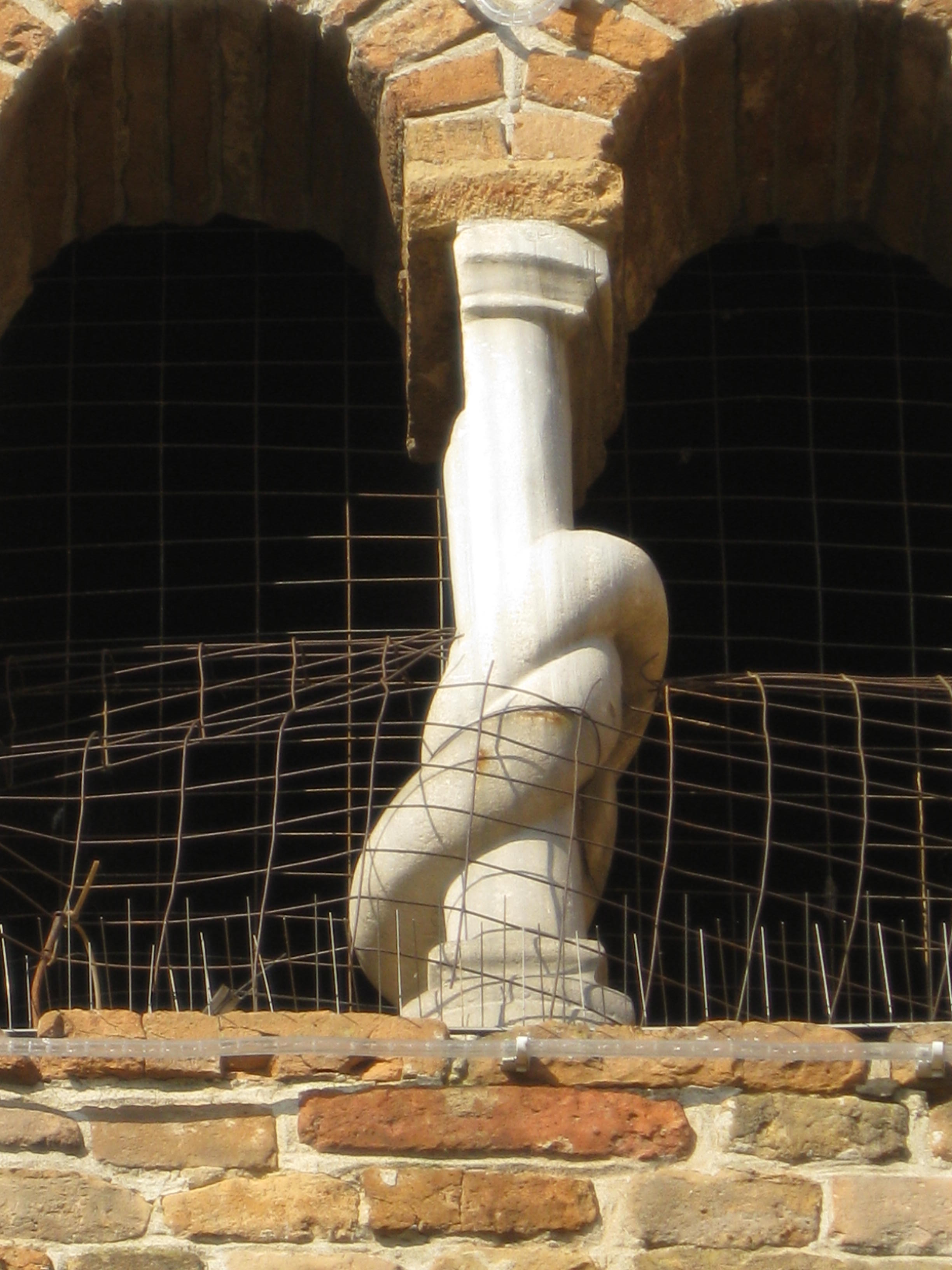
Particolare della colonna facente parte della bifora del campanile

Il campanile è poderoso, tozzo ed alto circa 15 metri. La base è quadrata e sembra possa essere databile attorno all'anno mille. Dall'analisi delle strutture del campanile è possibile intuire che questo negli ultimi secoli non ha subito rilevanti opere di rifacimento. Dalle linee generali si può pensare che risalga all'anno 1000, sebbene sembra che sia stato modificato intorno al XIII secolo. La parte basilare del campanile, fino ad un metro, o al massimo un metro e mezzo, risale al campanile primigenio, mentre le strutture superiori è probabile che risalgano alla fine del Duecento.
Il campanile presenta delle lesene laterali che incorniciano gli spigoli dello stesso, slanciandolo ed addolcendone la struttura. Alcune delle finestre originarie sono tuttora presenti, mentre altre sono state murate con il trascorre dei secoli e sono rintracciabili osservando le pareti interne del campanile.
A circa metà del campanile è presente una bifora che, al contrario delle altre, non si trova lungo l'asse mediano del campanile, ma è un poco più spostata verso sinistra (e un po' più in alto rispetto alla bifora della pieve) in direzione della chiesa come ad accompagnare il passo. La bifora del campanile presenta elementi singolari: si tratta di una doppia colonna, in marmo greco, di cui una intrecciata intorno all'altra.

## Colonna romana

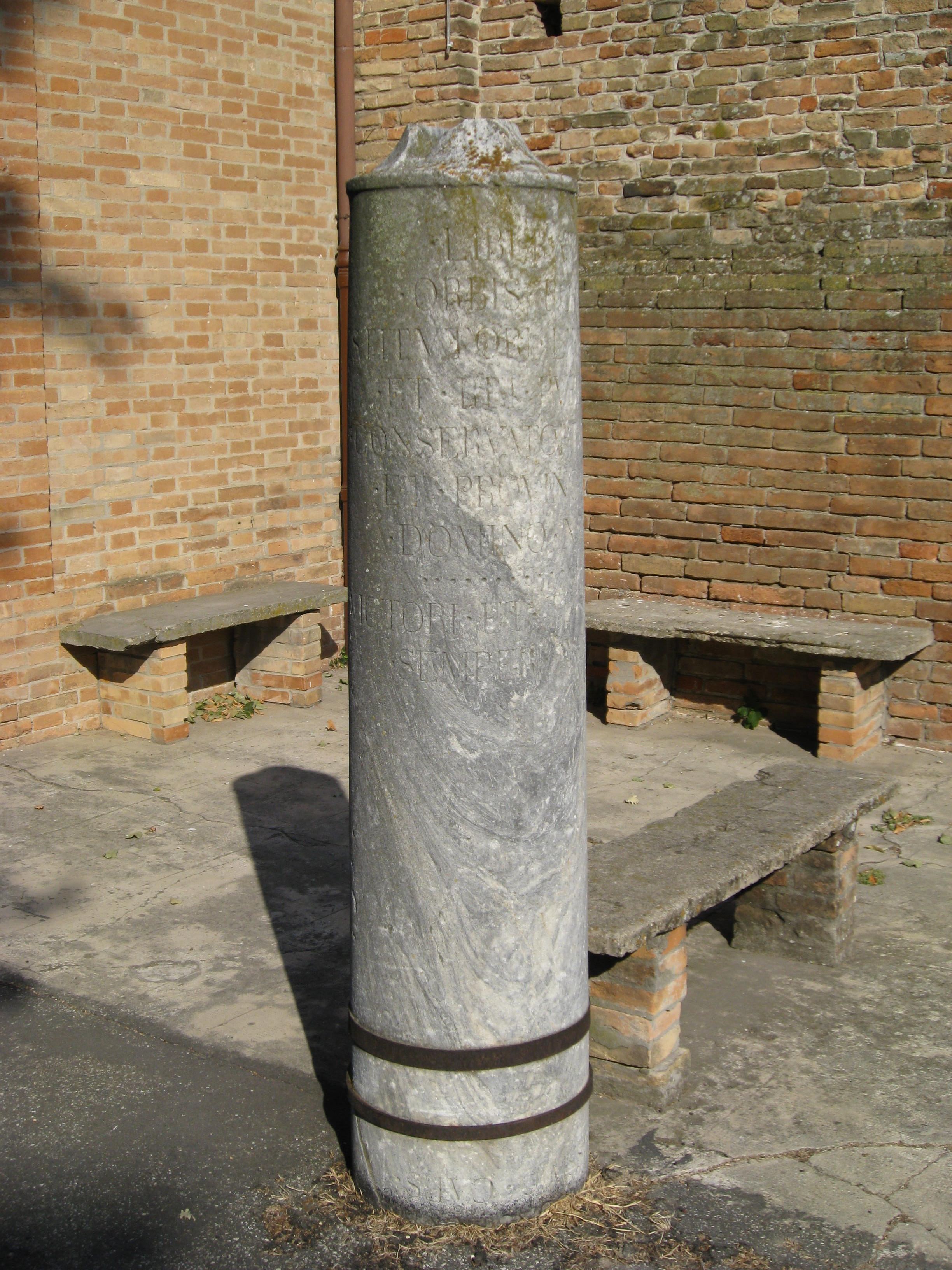
La colonna romana.

All'esterno, sul sagrato della chiesa, si trova una colonna di marmo grigio con scure venature, di epoca romana, databile circa al IV secolo d.C. Non se ne conosce esattamente la funzione, ma sembra possa essere un segnale militare o più semplicemente una pietra miliare che sorgeva sul corso della via Emilia. Spostata dalla sede originaria, venne capovolta ed utilizzata per incidervi un'iscrizione che ancora oggi è possibile vedere, capovolta, nella parte bassa della colonna. Questa iscrizione fa riferimento a Costanzo II, in un periodo databile tra il 328 ed il 332 e riporta la seguente epigrafe:
Successivamente, fra il 351 ed il 352, la colonna fu utilizzata per una nuova iscrizione. Vi si nota una riga cancellata che, probabilmente, doveva riportare la dicitura: MAGNENTIO INVICTO PRINCIPI; mentre le righe successive riportano: LIBERATORI ORBIS-ROMANI RESTITUTORI- LIBERTATIS ET-REIPVBLICAE CONSERVATORI-MILITVM ET-PROVINCIALIVM DOMINO-NOSTRO VICTORI-ET-TRIVMPHATORI SEMPER-AVGVSTO. Si tratta, con tutta probabilità, di una sorta di propaganda a favore di Magnenzio nella lotta per il potere. Non è però l'iscrizione originaria, ma una reincisione avvenuta in tempi successivi all'avvenimento descritto, voluta dall'arciprete della pieve, nel XVII secolo.
Spostata ancora una volta, la colonna fu posizionata all'interno della chiesa ed utilizzata come basamento per una croce. Poco dopo però, non ritenuta consona per la sacralità del luogo, fu nuovamente spostata all'esterno per ordine di un vescovo. E da quel momento non è stata più rimossa ed è ancora presente sul sagrato della pieve.